# Konvention von Moss
Die Konvention von Moss (norwegisch: Mossekonvensjonen) war eine Waffenstillstandsvereinbarung zwischen dem schwedischen Kronprinzen Karl Johann und dem norwegischen Parlament (Stortinget). Sie wurde am 14. August 1814 in Moss, Norwegen unterzeichnet und beendete den Schwedisch-Norwegischen Krieg.

## Hintergrund
Das Königreich Dänemark, mit dem Norwegen in Personalunion verbunden war, befand sich infolge der Napoleonischen Kriege 1814 auf der Verliererseite. Im Kieler Frieden vom 14. Januar 1814 musste Dänemark aus der bisherigen Personalunion Norwegen an das Königreich Schweden abtreten, das in diesen Kriegen auf der Siegerseite stand. Mit dem Versuch, die Kontrolle über sein eigenes Schicksal zu erlangen, wurde in Norwegen eine Reichsversammlung einberufen sowie eine Verfassung ausgearbeitet und am 17. Mai 1814 in Eidsvoll unterzeichnet. Unter Führung des dänischen Kronprinzen Christian Friedrich wurde die Selbständigkeit proklamiert. Schweden lehnte mit Unterstützung der europäischen Großmächte indessen die Unabhängigkeit Norwegens ab. Am 26. Juli 1814 griff eine schwedische Armee unter der Führung des Kronprinzen Karl Johann Norwegen an. Nach kurzen kriegerischen Auseinandersetzungen zwischen schwedischen und norwegischen Truppen in Østfold wurden in Moss Verhandlungen eingeleitet, die am 14. August 1814 mit einem Waffenstillstand endeten. Dabei verschaffte die für die Norweger siegreiche Schlacht an der Langnes-Schanze diesen eine bessere Verhandlungsposition.

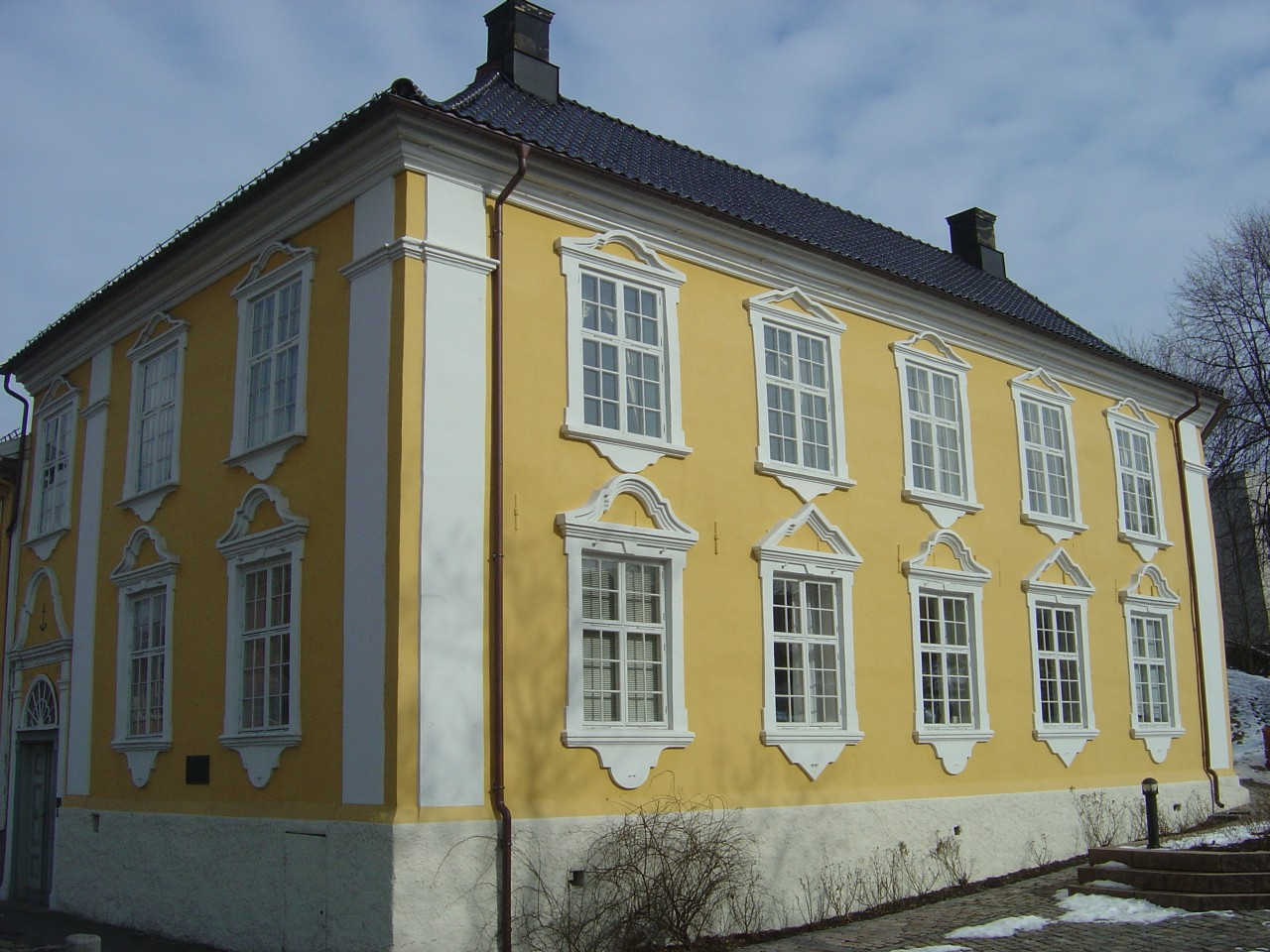
Unterzeichnungsort der Konvention

## Inhalt
Die unterzeichnete Konvention bestand aus vier Dokumenten in französischer Sprache mit folgenden Hauptpunkten:
- Die Vereinbarung wurde im Namen des schwedischen Königs Karl XIII. durch den schwedischen Kronprinzen und das norwegische Parlament unterzeichnet, das damit seine Anerkennung fand.
- Das norwegische Parlament sollte sich bis Ende September versammeln und im Oktober mit den Beratungen zur Ratifizierung der Konvention beginnen.
- Der schwedische König akzeptierte die norwegische Verfassung mit der Änderung, dass eine Personalunion mit Schweden hergestellt werde.
- Christian Friedrich verzichtete auf alle Ansprüche auf den norwegischen Thron und verließ Norwegen. Diese letzte Vereinbarung war geheim.

## Historische Bedeutung
Die norwegische Öffentlichkeit war zunächst über die Nachgiebigkeit ihrer Verhandlungsführung schockiert. Nach einem zeitlichen Abstand war die Konvention von Moss aus norwegischer Sicht aber ein großer Fortschritt im Vergleich mit dem Kieler Frieden, der ohne norwegische Beteiligung geschlossen wurde. Jetzt sollte Norwegen kein eroberter, sondern ein gleichberechtigter Partner in der Personalunion mit Schweden werden. Sowohl die Prinzipien als auch der Inhalt der norwegischen Verfassung wurden bestätigt. Norwegen erhielt seine eigene Nationalversammlung und volle Selbstverwaltung. Darüber hinaus sollten die äußeren Angelegenheiten gemeinsam mit dem schwedischen König verfolgt werden. Die Konvention von Moss beendete den letzten Krieg zwischen Schweden und Norwegen und gleichzeitig war es auch für Schweden der letzte Krieg.
Die Konvention von Moss gehört zu den 60 wichtigsten Geschichtsdokumenten Norwegens, die in die Sammlung des norwegischen Komitees für das Weltgedächtniserbe aufgenommen wurden.
Die Union zwischen Schweden und Norwegen bestand von 1814 bis zum Vertrag von Karlstad von 1905.